# Olívia Byington
Olívia Byington (Río de Janeiro, 24 de diciembre de 1958) es una cantautora y guitarrista brasileña.
Nació con el nombre de Olívia Maria Lustosa Byington.
Aprendió a tocar la guitarra a los ocho años.
A fines de los años setenta Byington comenzó su carrera como vocalista de la banda de rock Antena Coletiva, con el violonchelista y compositor Jaques Morelenbaum.
El crítico Sérgio Cabral la consideró la mejor cantante de su generación.
En 1978 grabó su primer disco, Corra o risco, con el grupo Barca do Sol.
Al año siguiente, Byington llegó a la cima de la lista de éxitos con la canción Lady Jane.
Su tercer álbum, grabado en Cuba por invitación del cantautor Silvio Rodríguez, amplió sus horizontes a nivel internacional.
En 1994 —después de muchos discos y espectáculos— Byington llegó en Lisboa.
Allí actuó en conciertos memorables en el teatro María Matos.
Con su impresionante timbre y registro vocal cautivó a un público aún no familiarizado con su trabajo.
El público y los críticos respondieron con tal sorpresa de que el siguiente año Byington actuó en el centro cultural de la ciudad de Belém.
Regresó a Portugal para la Expo 98 en Évora, Monsaraz y Aveiro.
Recientemente actuó en el Aula Magna de Lisboa, y en el Coliseo de Oporto con el gran compositor y multiinstrumentista brasileño Egberto Gismonti.
Byington siempre ha cantado en compañía de grandes nombres, como Tom Jobim, Chico Buarque, Edu Lobo, Djavan, Wagner Tiso, Radamés Gnatali y João Carlos de Assis Brasil.

## Discografía
En su carrera, Byington ha lanzado varios álbumes:
- 1978: Corra o Risco
- 1980: Anjo vadio
- 1981: Identidad
- 1983: Para viver um grande amor
- 1984: Música
- 1984: Encuentro (1984, premio Chiquinha Gonzaga)
- 1986: Melodia sentimental
- 1990: Olívia Byington y João Carlos Assis Brasil (en homenaje a Aracy de Almeida)
- 1997: A dama do encantado
- 2003: Canção do amor demais, versión de un disco antológico grabado en 1958 por Elizeth Cardoso, con canciones de Tom Jobim y Vinicius de Moraes.

### Disco «Olívia Byington»
En 2005, un encuentro con el poeta portugués Tiago Torres da Silva en Río de Janeiro impulsó a Byington a volver a escribir canciones, algo que echaba de menos.
Byington tomó la letra de Areias do Leblon, y le puso música.
Después de esta canción siguieron otras, muchas de ellas con las letras escritas por el escritor portugués, y también escritas por otros poetas, como Geraldo Carneiro, Cacaso y Marcelo Pires.
Canciones como estas, tan características de su naturaleza, han creado el disco más confesional de su carrera, un disco en el que Byington no sólo asume el papel de una gran cantante, que la crítica y el público están siguiendo con atención en Brasil, sino como una gran escritora de canciones, capaz de crear obras armónicamente ricas, con melodías excepcionalmente originales.
Por ser tan íntimo Byington quiso rodearse de amigos.
Invitó a Leandro Braga para hacer una parte de los arreglos musicales, y también el portugués Pedro Jóia, que la acompañó en los temas Clarão y Balada do avesso, y muchos otros grandes músicos como João Lyra, Zé Canuto, Marco Pereira y João Zero.
Quiso también compartir el canto, y por eso compartió el micrófono con Seu Jorge en la canción Na ponta dos pés, y con la gran cantante Maria Bethânia en Mãe Quelé, un homenaje a Clementina de Jesús, cantante negra ya fallecida.

## Vida privada
Está casada con el director Daniel Filho, que en 2010 está dirigiendo la película acerca del médium brasileño Chico Xavier.